# Перин-Хим
Перин-Хим (слч. Perín-Chym) насељено је мјесто са административним статусом сеоске општине (слч. obec) у округу Кошице-околина, у Кошичком крају, Словачка Република.

## Становништво
| Година:    | 1994. | 2004.   | 2014.   | 2024.    |
| ---------- | ----- | ------- | ------- | -------- |
| Број људи: | 1547  | 1498    | 1424    | 1576     |
| Разлика:   |       | -3,16 % | -4,93 % | +10,67 % |

| Година:    | 2023. | 2024.   |
| ---------- | ----- | ------- |
| Број људи: | 1582  | 1576    |
| Разлика:   |       | -0,37 % |

Према подацима о броју становника из 2011. године насеље је имало 1.397 становника.